# Villaverde de Arcayos
Villaverde de Arcayos es una localidad española perteneciente al municipio de Almanza, en la Tierra de Sahagún, provincia de León, comunidad autónoma de Castilla y León.

## Localización y límites geográficos
Situado en el margen izquierdo del río Cea, confina con Castromudarra, Arcayos, Valdavida, Renedo de Valderaduey, Canalejas y Almanza.

## Demografía
| Gráfica de evolución demográfica de Villaverde de Arcayos entre 1857 y 1960 |
| |
| Población de derecho según los censos de población del INE. Población de hecho según los censos de población del INE. En 1857 aparece este municipio porque se segrega de Villamartín de Don Sancho. En 1940 crece el término del municipio porque incorpora a Castromudarra. En 1964 este municipio desaparece porque se integra en Almanza. |

## Comunicaciones

### Carreteras.
La localidad está atravesada por la carretera  LE-232.

## Cultura

### Fiestas patronales
- 14 de mayo "Nuestra señora de Yecla"
- 24 de junio "San Juan"
- 21 de septiembre "San Mateo"